# KDE neon
KDE neon是一套由KDE開發，以最新的Ubuntu長期支援版為基礎，並加入了一組額外的軟體庫，其中包含了64位元版的KDE Plasma 5桌面環境／框架、Qt 5工具包與其他相容的KDE軟體。於2016年6月由Kubuntu的發起者Jonathan Riddell公佈，當時他剛離開Canonical（Ubuntu背後的公司），爾後它就被愈來愈多使用者採用，經常出現在DistroWatch.com的前20名中。它的目標客群與Ubuntu官方使用KDE Plasma的版本（也就是Kubutnu）相同，主要的區別是收到Qt與KDE軟體更新的時間更短。其提供了四種更新頻道：使用者、測試、不穩定與開發者版本。
KDE neon Linux散佈版專注於KDE的開發。其從KDE直接取得最新的軟體套裝，提供程序员以最快的速度使用新的軟體功能，但代價是更容易遇到程序错误。
KDE neon於2017年1月宣佈，因為其原本的安裝程式Ubiquity「少了一些功能」，所以換成Calamares。
2018年2月，KDE neon的開發者從下載頁面移除了LTS版本，但將這些版本保留在其伺服器上，因為「許多人問我們要用哪個版本，以及版本之間有何不同。」
2018年5月，KDE開始將KDE neon的基礎從Ubuntu 16.04換成Ubuntu 18.04。而KDE neon以Ubutnu 18.04為基礎的映像檔則於2018年8月釋出。

## 與Kubuntu的不同
因為Kubuntu是在Ubuntu的基礎操作系统有KDE Plasma，所以KDE neon經常被誤認為Kubuntu，反之亦然。不過，兩個作業系統間主要的不同是，Kubuntu同時維護了Ubuntu的穩定版本與LTS版本，而KDE neon則專注於更新KDE应用程序的開發者版本而無原本Ubuntu的穩定版，除非超级用户主動選擇升級他們的系統。

## 硬體
KDE Slimbook預先安裝了KDE neon，同時還有Pinebook。

## 歷史與版本
KDE neon 於 2015 年底開始成形，作為在 Ubuntu 穩定的作業系統基礎之上提供本質上是滾動式發行的 KDE 軟體的一種方式。每日安裝映像檔於 2016 年 1 月開始建置。這些基於 Ubuntu 15.10，但在 2016 年 4 月，升級到 Ubuntu 16.04，最終將成為 2016 年 6 月 8 日發生的第一個通用版本的基礎。
KDE neon 在 2017 年 1 月宣布，由於 Ubiquity “沒有某些功能”，該發行版將把其安裝程序從 Ubiquity 切換到 Calamares。 2018 年 2 月，KDE neon 開發團隊人員從下載網頁中移除了 LTS長期支援版本，但將這些版本保留在下載映像檔中，因為“很多人詢問使用哪個版本以及有什麼區別”。於2018 年 5 月，KDE 開始將 KDE neon 從原本基於 Ubuntu 16.04 LTS更改為 Ubuntu 18.04 LTS。基於 Ubuntu 18.04 LTS 的 KDE neon 預覽版映像檔於 2018 年 8 月推出。於2020 年 8 月 10 日，KDE 發布了基於 Ubuntu 20.04 LTS 的 KDE Neon 的改版版本。
由於 KDE neon 主要是基於 Ubuntu LTS 上面的 KDE 軟體（偶爾會更新依賴項目）的打包，它的版本只是從 Plasma 發布版本編號。但是，下面列出了一些值得注意的 KDE neon 用戶版版本。
| 版本                                                     | 推出日期       | 描述 |
| -------------------------------------------------------- | -------------- | --- |
| 5.6                                                      | 2016年6月8日   | 基於 Ubuntu 16.04 基礎，使用 Plasma 5.6。是為第一個被認為是通用版本的 KDE neon 版本。 |
| 5.13                                                     | 2018年9月26日  | KDE neon 5.13 是在 Ubuntu 16.04 和 18.04 為基礎上建置的第一個版本。於 2018 年 6 月基於 Ubuntu 16.04 發布，但基於 18.04 的早期測試版於 8 月提供。用戶版在 9 月可升級到 18.04，並在 2019 年初停止了基於 Ubuntu 16.04 的建置。 |
| 5.15                                                     | 2019年2月12日  | 隨著 KDE Plasma 發布 5.15.0 版本，KDE neon 升級到版本 5.15。此時，KDE neon 開始以 Snap 格式提供 KDE 應用程式以及通常的 deb 安裝包。這也有助於更輕鬆地在其他 Linux 發行版上安裝最新的 KDE 應用程序，而無需升級其他組件，例如 KDE 框架。預設情況下，KDE Neon 仍然使用基於 apt 的安裝包，但 snap 安裝包是使用 neon 建置系統構建和維護的，這些安裝包是 neon 項目的一部分。 |
| 5.19                                                     | 2020年6月9日   | 在升級到 KDE Plasma 5.19 之後，KDE Neon 展開移植到 Ubuntu 20.04 的工作。經過測試後，KDE neon 的公開發行版於 2020 年 8 月 10 日正式切換到 Ubuntu 20.04。 |
| 5.20                                                     | 2020年10月13日 | KDE neon 5.20 於 2020 年 10 月與 KDE Plasma 一起發布。雖然是 KDE Plasma 的主要版本，但 KDE neon 除了版本升級本身之外沒有任何重大技術變化。 |
| 5.21                                                     | 2021年2月16日  | 最新版本的 KDE neon 於 2021 年 2 月與 KDE Plasma 一起發布。改進包括專注於 Wayland 支持、新的應用程式啟動器和 Plasma 系統監視器，旨在接替 KSysGuard。 |
| 5.22                                                     | 2021年6月9日   | |
| 5.23                                                     | 2021年10月14   | |
| 5.24                                                     | 2022年2月8日   | |
| 格式：舊版本舊版本，仍被支援当前版本最新的预览版未来版本 |                | |

全新的安裝映像檔會定期建置，用戶可以從 Ubuntu 獲取最新包和從 KDE neon 存儲庫獲取最新包。

## 外部連結
- KDE neon在DistroWatch上的页面